# 255ª Squadriglia
La 255ª Squadriglia fu un reparto attivo nel Servizio Aeronautico della Regia Marina (Prima guerra mondiale).

## Storia

### Prima guerra mondiale
La 255ª Squadriglia viene creata nell'aprile 1917 all'Idroscalo di Brindisi con personale e materiale della locale Stazione Idrovolanti dotata di 20 FBA Type H, dislocati in un hangar in cemento armato, comandata dal Sottotenente di Vascello Orazio Pierozzi.
Nel maggio 1917 2 FBA della 255ª presero parte alla battaglia del Canale d'Otranto, l'aereo di Pierozzi dopo essere stato colpito dall'idro Hansa-Brandenburg FB K 179 è costretto all'ammaraggio in emergenza e l'equipaggio viene recuperato dal cacciatorpediniere francese Bisson.
Il 1º giugno il reparto dispone di 11 FBA, 10 piloti tra cui il Guardiamarina Umberto Maddalena e 9 osservatori tra cui Eugenio Casagrande ed il Tenente di Vascello Carlo Daviso di Charvensod ed il 7 giugno dopo l'avvistamento di 3 Lohner K partono l'FBA di Pierozzi con il cannoniere Ercole Bellingeri ed un Macchi L.3 ed intercettano un K a 3 miglia dalla costa.
Il Macchi dopo aver colpito il K con la mitragliatrice Fiat Mod. 14 tipo Aviazione lo urta con l'ala superiore precipitando in mare e Pierozzi abbatte il K.
Il 16 luglio 6 aerei colpiscono il pontile degli hangar ed una batteria antiaerea dell'idroscalo austriaco di Durazzo insieme alle squadriglie idro di Valona.
Il 3 e 6 agosto bombardano Durazzo ed il 7 agosto 4 FBA avvistano un sommergibile e lanciano una bomba a 20 metri di distanza mentre si immerge.
Ai primi del settembre una sezione di cinque L.3 comandati da Maddalena viene distaccata a Valona, il 10 settembre bombardano il ponte di Metali (Fajza) sul Seman ed i vicini accampamenti ed il 13 settembre due idro rientrano ma a causa di un forte temporale rientra solo l'equipaggio di Maddalena.
Al 15 settembre disponeva di 8 L.3, 12 FBA e 4 Sopwith Baby.
Il 19 ottobre la stazione semaforica di Brindisi avvisa della presenza di navi nemiche e partono 2 FBA che avvisano via radio della presenza dell'incrociatore SMS Helgoland (1912) scortata da 6 cacciatorpediniere classe Tátra.
Un Hansa-Brandenburg FB K di scorta colpisce un FBA che deve rientrare ed arrivano 3 L.3 bombardano la Helgoland lanciando ordigni che danneggiano lievemente le eliche.
Il 25 novembre un Macchi M.5 ha un grave incidente di volo ed il 1º gennaio 1918 il reparto dispone di 14 FBA, un L.3, 8 M.5, un Sopwith Baby, 16 piloti e 5 osservatori.
Il 3 febbraio 3 aviatori austriaci, dopo una rivolta disertano da Cattaro con il K arrivano in una spiaggia vicino a Mattinata ed il 6 febbraio Pierozzi porta l'idro da Manfredonia a Brindisi.
Poi il comando passa al S.Ten. di Vascello Francesco Maugeri ed il 7 aprile 2 FBA attaccano un sommergibile austriaco che si dirige a Durazzo immergendosi tra le bombe.
Il 25 aprile 8 aerei tra cui comandante Gruppo Squadriglie Ten. di Vascello Francesco De Pinedo bombardano gli hangar e le navi a Durazzo.
Il 15 maggio 4 FBA ed un L.3 scortati da 3 M.5 della 262ª Squadriglia attaccano Durazzo dove gli FBA lanciano 8 bombe inglesi da 100 libbre causando 2 morti e l'incendio del deposito di benzina ed 25 maggio attaccano ancora Durazzo.
Il 10 luglio un equipaggio di un FBA dopo essere ammarato in emergenza a 40 miglia da Brindisi viene fatto prigioniero l'11 luglio dal cacciatorpediniere austriaco SMS Uzsok.

### Seconda guerra mondiale
Al 10 giugno 1940 era nel 105º Gruppo con 7 Savoia-Marchetti S.M.79 nel 46º Stormo Bombardamento Terrestre sull'Aeroporto di Pisa-San Giusto.
Nell'ambito della Campagna italiana di Grecia al 28 ottobre 1940 era all'Aeroporto di Tirana con gli SM 79 nel 105º Gruppo del 46º Stormo.